# Aequum Tuticum
Aequum Tuticum fu un vicus romano, le cui vestigia emergono dal pianoro di Sant'Eleuterio, nel settore settentrionale dell'odierno territorio comunale di Ariano Irpino. Situato a un'altitudine di 575 m s.l.m., il vicus sorgeva in posizione rilevata rispetto alla circostante valle del Miscano.

## Storia
L'insediamento sorse in una fase iniziale della dominazione romana quando era ancora diffuso il bilinguismo (o comunque la diglossia), come attestato dallo stesso toponimo in parte latino (aequum, ossia "pianura", "campo aperto") e in parte osco (tuticum, ovvero "pubblico", "appartenente al popolo", dalla stessa radice di touto); una tale denominazione sembrerebbe peraltro sottintendere che lo stesso sito, talvolta identificato con la leggendaria Touxion, avesse avuto notevole rilevanza sociopolitica per le popolazioni sannitiche (e in particolare per la tribù degli Irpini). I pochi affioramenti di epoca preromana (rinvenuti esclusivamente lungo il margine settentrionale dell'area) non sembrano però riferibili a un luogo abitato, mentre appare più plausibile l'eventuale presenza di un santuario italico; l'antichità del toponimo è comunque fuori discussione, risalendo con ogni probabilità a una fase antecedente alle guerre sannitiche.
Ad ogni modo il vicus propriamente detto prese a svilupparsi in stretta correlazione ad alcune antiche strade consolari romane: la via Aemilia (avente una direttrice sud-nord), la via Minucia (con direttrice ovest-est, o sudovest-nordest) e verosimilmente anche una "terza via" (di cui si ignora il nome) orientata in senso nordovest-sudest. La via Aemilia è ben delineata da due cippi miliari del II secolo a.C. (rinvenuti nelle non lontane località Manna-Torre Amando e Camporeale-Santa Lucia) riportanti l'iscrizione Marcus Æmilius Lepidus; la via Minucia è attestata espressamente da autori classici del I secolo a.C. e doveva essere pressoché parallela alla via Appia, rispetto alla quale si presentava più disagevole ma anche più diretta (non si esclude che la via Minucia percorresse l'angusta valle del Cervaro, o più probabilmente la vallata del Sannoro, un affluente di sinistra del Cervaro). In quanto alla probabile "terza via", essa doveva provenire dal Sannio pentro
(forse seguendo la direttrice dell'antico tratturo), benché se ne ignori, oltre al nome, anche la fase storica in cui fu costruita.
La fondazione del vicus, forse contestuale all'edificazione del forum Aemilii nella vicina valle Ufita, sembrerebbe ricollegarsi alle vaste assegnazioni graccane e ai connessi programmi di insediamento rurale conseguenti alla promulgazione della Lex agraria (133 a.C.), benché gli strati archeologici riferibili al II-I secolo a.C. siano comunque molto scarsi. Ad ogni modo Aequum Tuticum è citato per la prima volta (sia pur nella forma atipica Equus Tuticus) da Cicerone che, in una lettera indirizzata all'amico Attico del 50 a.C., lo descrisse come una stazione intermedia nel tragitto verso l'Apulia, segno che già nel I secolo a.C. il vicus doveva rappresentare un crocevia piuttosto rilevante.

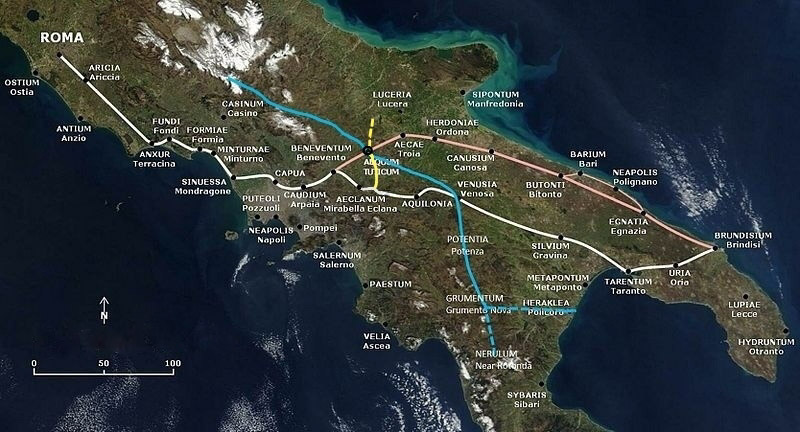
Aequum Tuticum all'incrocio fra la via Aemilia (giallo), la via Minucia (poi via Traiana, rosso) e la via Herculia (blu); in bianco la più antica via Appia

In età adrianea, quando era possesso della gens Seppia, Aequum Tuticum costituì poi uno snodo stradale di primaria importanza, definito cardo viarum da Theodor Mommsen, in quanto il vicus divenne anche il punto d'incrocio fra la via Traiana (parzialmente sovrappostasi alla primitiva via Minucia) e la via Herculia; quest'ultima, percorrente l'Appennino in senso longitudinale, doveva invece ricalcare almeno in parte il tracciato della già citata "terza via".
Alcune iscrizioni attestano che già dal I secolo d.C. l'area di Aequum Tuticum era stata amministrativamente aggregata alla colonia romana di Beneventum, la quale a sua volta era parte della Regio II Apulia et Calabria. A partire dal IV secolo Beneventum passò però alla Campania, e probabilmente Aequum Tuticum dovette seguirne le sorti poiché nella versione aggiornata dell'Itinerarium Antonini il vicus è citato quale termine di tale territorio ("ubi Campania limitem habet"); ciò sarebbe comprovato anche dall'itinerarium burdigalense, nel quale la mansio di Aequum Magnum è posta nel settore campano del tragitto. Tuttavia è anche possibile che il lemma "Campania" avesse in tali contesti un significato puramente geografico (ossia con riferimento al versante tirrenico dell'Appennino meridionale) e dunque privo di implicazioni amministrative.
Nelle immediate vicinanze del sito, riportato anche nella Tabula peutingeriana, sono state individuate due aree sepolcrali oltre a un tratto della via Traiana; l'intero segmento iniziale di quest'ultima, da Beneventum fino alla stessa Aequum Tuticum, è inoltre ricompreso nel sito Via Appia. Regina Viarum, tutelato quale patrimonio dell'umanità dall'UNESCO. La fotografia aerea ha altresì permesso di individuare il tracciato della via Herculia in uscita da Aequum Tuticum con direzione sud-est, mentre alcuni cippi miliari della stessa strada (reperiti in prossimità delle masserie Intonti di Ariano e San Cesareo di Zungoli) hanno consentito di confermare l'avvenuta completa latinizzazione del toponimo, che nel tardo impero era effettivamente denominato Aequum Magnum o anche semplicemente Aequum.
Gli scavi, compiuti fra il 1990 e il 2000, hanno riportato in superficie strutture murarie e altre testimonianze di epoca romana quali ceramiche, iscrizioni, steli funerarie e monete. Il complesso più antico risulta essere una struttura termale risalente al I secolo. Il vano centrale, il frigidarium, presenta un mosaico in tessere bianche e nere; vi si aggiungono poi una serie di ambienti disposti a schiera del II secolo (probabilmente locali adibiti a magazzino o a bottega). Intorno alla metà del IV secolo l'insediamento subì gravi danni a causa di due terremoti ma, subito dopo, una villa dotata di un ambiente decorato da un vasto mosaico policromo fu edificata al di sopra degli antichi ruderi. Una collezione di reperti provenienti da Aequum Tuticum e dalla circostante valle del Miscano è custodita nel museo archeologico di Ariano Irpino, mentre alcune decine di iscrizioni ed elementi architettonici sono esposti in un lapidario all'interno della Villa comunale.
L'area fu poi del tutto abbandonata entro il VI secolo, presumibilmente in concomitanza con le invasioni barbariche. Sembrerebbe infatti che nel X secolo l'unico elemento superstite dell'antico vicus fosse rappresentato da un arco, come si apprende da un documento notarile del 988 riportante l'indicazione ab arcu Sancti Lauteri, ossia "dall'arco di Sant'Eleuterio"; tale agiotoponimo, indubbiamente riferito a sant'Eleuterio di Eca (l'attuale Troia), ha chiare origini greco-bizantine e potrebbe risalire alla fine del IX secolo allorquando le truppe di Bisanzio dal territorio pugliese si erano sospinte fino a Benevento.
In epoca tardo-medievale (a partire dal XII secolo) gli stessi luoghi furono però nuovamente occupati, tanto che le vestigia delle antiche strutture romane furono inglobate nelle fondamenta di un nuovo nucleo abitato denominato proprio Sant'Eleuterio (da non confondersi con l'omonima località moderna ubicata nei suoi pressi). Tale insediamento è infatti espressamente nominato nel Catalogus baronum del 1152, oltreché in uno scritto (datato 1191) del re di Francia Filippo Augusto; questi, in marcia da Otranto verso Roma, cita tutte le singole località attraversate tra cui appunto Sant'Eleuterio, detta Sanctus Luctredus e definita come luogo di passaggio dalla Puglia alla Terra di Lavoro, benché non sia del tutto chiaro se il sovrano intendesse riferirsi agli effettivi confini feudali o giurisdizionali di quel tempo (nell'ambito del regno di Sicilia) o piuttosto ai due versanti idrografici (adriatico e tirrenico) della penisola italiana. Nella seconda metà del XIII secolo alcune micidiali incursioni, compiute dai Saraceni di Lucera, determinarono comunque la progressiva decadenza e il conseguente spopolamento della Sant'Eleuterio tardo-medievale, anche se il definitivo abbandono del sito avvenne soltanto nel secolo successivo per ragioni sconosciute. Dopodiché le sue rovine, unitamente a quelle del vicino casale San Donato (anch'esso ormai disabitato), alle rispettive chiese omonime e a numerose selve e masserie situate nei dintorni, furono ridotte a feudo vescovile della diocesi di Ariano divenendo poi, a seguito dell'abolizione del feudalesimo e dell'eversione dell'asse ecclesiastico (XIX secolo), parte integrante del territorio della città di Ariano.